# Rhadinaea
Genre
Rhadinaea est un genre de serpents de la famille des Dipsadidae.

## Répartition
Les 21 espèces de ce genre se rencontrent aux États-Unis, au Mexique, en Amérique centrale et en Colombie.

## Liste des espèces
Selon The Reptile Database (4 septembre 2014) :
- Rhadinaea bogertorum Myers, 1974
- Rhadinaea calligaster (Cope, 1876)
- Rhadinaea cuneata Myers, 1974
- Rhadinaea decorata (Günther, 1858)
- Rhadinaea flavilata (Cope, 1871)
- Rhadinaea forbesi Smith, 1942
- Rhadinaea fulvivittis Cope, 1875
- Rhadinaea gaigeae Bailey, 1937
- Rhadinaea hesperia Bailey, 1940
- Rhadinaea laureata (Günther, 1868)
- Rhadinaea macdougalli Smith & Langebartel, 1949
- Rhadinaea marcellae Taylor, 1949
- Rhadinaea montana Smith, 1944
- Rhadinaea myersi Rossman, 1965
- Rhadinaea omiltemana (Günther, 1894)
- Rhadinaea pulveriventris Boulenger, 1896
- Rhadinaea quinquelineata Cope, 1886
- Rhadinaea sargenti Dunn & Bailey, 1939
- Rhadinaea stadelmani Stuart & Bailey, 1941
- Rhadinaea taeniata (Peters, 1863)
- Rhadinaea vermiculaticeps (Cope, 1860)

## Publication originale
- Cope, 1864 "1863" : Descriptions of new American Squamata in the Museum of the Smtihsonian Institution. Proceedings of the Academy of Natural Sciences of Philadelphia, vol. 15, p. 100-106 (texte intégral).